# Three Horses Beer
 (juillet 2024).
Si vous disposez d'ouvrages ou d'articles de référence ou si vous connaissez des sites web de qualité traitant du thème abordé ici, merci de compléter l'article en donnant les références utiles à sa vérifiabilité et en les liant à la section « Notes et références ».
La Three Horses Beer (appelée localement THB [teˑasbeˑ]) est la première marque de bière fabriquée à Madagascar par les Brasseries Star - filiale du Groupe Castel. C'est une bière de type Pilsen de fermentation basse avec un taux de 5,4 % de volume d'alcool.

## Description
Elle est vendue dans les bouteilles de petite taille (33 cl) et les bouteilles de grande taille (65 cl) à Madagascar. Les bouteilles sont d'un brun profond pour protéger la bière des UV. Elle peut être achetée dans les stations-service, dans les restaurants et dans les bazars. Elle a un gout léger de type pils. La couleur foncée des bouteilles est conçue pour protéger la bière contre le soleil tropical de Madagascar.
Une version export de la THB se vend dans des canettes en aluminium de 33 cl et de 50 cl. Le format canette occupe moins de place dans un conteneur, ce qui la rend mieux adaptée à l'exportation.

## Reconnaissance
La brasserie et THB ont connu leur premier succès mondial en 1980 avec une médaille d'or à la Sélection Internationale de Boissons. Il s'ensuit plusieurs autres médailles d'or à la prestigieuse « Monde Sélection de Bruxelles » en 2004, 2012, 2015 et 2016. En 2010, c'est une médaille d'argent que la bière remporte à la même sélection.

### Variantes
La bière la plus commune est la THB Pilsener. Il existe également une THB Lite. THB Lite n'est pas une boisson basses calories, mais une bière à faible teneur en alcool (1 %). Enfin, la brasserie commercialise la THB Fresh, qui est une bière Panachée, à moins de 1 % d'alcool.

## Sport et culture
Presque tous les évènements sportifs et culturels de Madagascar sont soit sponsorisés soit commandités par la marque. Entre autres :
- Le championnat de 2e division des clubs de soccer de l'île, appelé THB Ligue des Champions.
- Le Tour (annuel) cycliste de Madagascar.
- L'organisation de concerts avec des groupes locaux ou étrangers.
- Les éditions annuels des THB Tour dans les principales villes de Madagascar (Antananarivo, Antsirabe, Mahajanga, Antsiranana, Toamasina, Foulpointe, etc.) et de Fête de la Bière (organisée tous les mois d'octobre avec l'Ambassade d'Allemagne).